# Паула Ортіс
Паула Ортіс (ісп. Paula Ortiz Álvarez, *8 січня 1979) — іспанська кінорежисерка.
Закінчила Сарагоський університет (іспанська філологія) у 2002 році.

## Фільмографія
- Від твого вікна до мого (2011)
- Наречена (2014)
- За річкою, в тіні дерев (2022)